# Колин Тод
Колин Тод (на английски: Colin Todd) е бивш английски футболист, роден на 12 декември 1948 г. в Честър лъ Стрийт. Играе на поста централен защитник. Двукратен шампион на Англия с отбора на Дарби Каунти, носител на приза за играч на годината през 1975 г. Баща е на футболиста на Пърт Глори Анди Тод.

## Кариера като футболист
Когато решава да започне да тренира футбол, Тод избира Съндърланд пред Мидълзбро и Нюкасъл Юнайтед заради традициите на отбора при работата с юноши. Тод допринася за спечелмването на ФА Къп за юноши през 1967 г. под ръководството на Брайън Клъф. По това време той вече е титуляр в мъжкия отбор. Изиграва общо 193 мача във всички турнири преди отново да се събере с Клъф в Дарби Каунти през февруари 1971 г. Въпреки че Клъф казва, че Дарби не може да си позволи толкова скъп играч, още същия ден урежда трансфера за 175000 паунда без знанието на президента Сам Лонгсън. Това е рекорден трансфер за Дарби Каунти. Тод обаче оправдава платената за него сума, оформяйки прекрасно партньорство с Рой МакФарлънд. Печели две шампионски титли през 1972 и 1975 г. и става играч на годината през 1975 г. Освен това печели и Тексако Къп и Чарити Шийлд. След като напуска Дарби Каунти през 1978 г. играе в Евертън, Бирмингам Сити, Нотингам Форест и за кратко в Оксфорд Юнайтед, канадския Ванкувър Уайткепс и Лутън Таун, но никъде не повтаря успехите си.
За националния отбор дебютира през 1972 г., като в периода до 1977 г. изграва 27 срещи.

## Кариера като треньор
Колин Тод започва треньорската си кариера през март 1990 г., когато застава начело на Мидълзбро. Отборът изпитва затруднения във Втора английска дивизия, но с помощта на Тод успява да запази мястото си, а следващия сезон стига и до плейофните мачове за промоция, но отпада на полуфинала срещу Нотс Каунти. Малко след това Тод напуска и през 1992 г. става повощник-треньор на предшественика си в Мидълзбро Брус Райъч в Болтън Уондърърс. През 1995 г. Райъч поема Арсенал, а Тод застава начело на Болтън заедно с Рой Макфарлънд. Макфарлънд е уволнен пв началото на следващата година, а останалият сам Тод не успява да спаси отбора от изпадане. Още през 1997 г. обаче отборът печели първенството на Първа дивизия и отново си осигурява място в Премиършип. В края на сезона Болтън обаче отново е под чертата с изпадащите. През 1999 г. Болтън играе плейофен финал за връщане в Премиършип, но губи от Уотфорд. Седем мача след началото на сезон 1999/2000 Тод напуска Болтън след като Пер Франдсен става поредният от основните му играчи, продадени от ръководството. През 2000 г. поема Суиндън Таун, но престоят му е кратък и неуспешен –плановете на отбора са за спечелване на промоция, а се оказва в битка за оцеляване. Тод напуска Суиндън Таун през ноември 2000 г., за да стане помощник-треньор на Дарби Каунти, където старши треньор е Джим Смит. След напускането на Смит през октомври 2001 г., Тод застава начело на отбора, но е уволнене след само три месеца, защото не успява да подобри слабото му представяне. През 2003 г. става помощник на Брайън Робсън в Брадфорд Сити, а след края на сезон 2003/2004 и старши треньор на отбора. Със своите три години начело на Брадфорд той става първият треньор, задържал се толкова дълго на поста от 20 години насам. През февруари 2007 г. обаче е уволнен, след като отборът печели едва един от десет мача. През лятото на същата година треньорът поема датския Ранерс, заемайки поста на напусналия Ларс Олсен. Напуска отбора по взаимно съгласие през януари 2009, пет месеца преди изтичане на договора му. През май 2009 г. е назначен за треньор на Дарлингтън. Стартът на сезона е слаб – едно равенство от осем мача и Тод и президентът на отбора се договарят треньорът да напусне, ако не спечели деветия си мач. Това се случва, след като отборът завършва наравно срещу Гримзби Таун.

## Успехи

### Като играч
Съндърланд
- ФА Къп младежи
  - Носител: 1967

 Дарби Каунти
- Първа английска дивизия
  - Шампион: 1972, 1975
- Тексако Къп
  - Носител: 1972
- Чарити Шийлд
  - Носител: 1975
- Футболист на годината: 1975

 Оксфорд Юнайтед
- Втора английска дивизия
  - Шампион: 1985

### Като треньор
Болтън Уондърърс
- Първа английска дивизия
  - Шампион: 1997

## Статистика
| Отбор            | Години            | Мачове | Мачове | Мачове | Мачове | Мачове |
| Отбор            | Години            | М      | П      | Р      | З      | П %    |
| ---------------- | ----------------- | ------ | ------ | ------ | ------ | ------ |
| Мидълзбро        | 03.1990 – 06.1991 | 70     | 28     | 18     | 26     | 40     |
| Болтън Уондърърс | 06.1995 – 01.1996 | 28     | 5      | 7      | 16     | 17,86  |
| Болтън Уондърърс | 01.1996 – 09.1999 | 183    | 79     | 53     | 51     | 43,17  |
| Суиндън Таун     | 05.2000 – 11.2000 | 20     | 5      | 6      | 9      | 25     |
| Дарби Каунти     | 10.2001 – 01.2002 | 17     | 4      | 2      | 11     | 23,53  |
| Брадфорд Сити    | 06.2004 – 02.2007 | 139    | 44     | 46     | 49     | 31,65  |
| Ранерс           | 06.2007 – 01.2009 | 57     | 22     | 17     | 18     | 38,60  |
| Дарлингтън       | 05.2009 – 09.2009 | 11     | 1      | 2      | 8      | 9,09   |